# Abbas Ibn Firnas
Abbas Ibn Firnas eller Abbas Qasim Ibn Firnas  , född 810, död 887, var en arabisk universalgeni: uppfinnare , ingenjör, teknolog, kemist, läkare och poet som levde i det umayyadiska kalifatet i Córdoba i al-Andalus. Han är känd för sina tidiga försök till kontrollerad flygning, och är den första människan som flugit, alternativt svävat. Han hade emellertid ingen utrustning som möjliggjorde en kontrollerad nedstigning. Han störtade men överlevde.

## Bakgrund
När kalif Abd ar-Rahman II intog tronen år 822 anlitade han det då välkände universalgeniet Ziryab samt den unge vetenskapsmannen Abbas Ibn Firnas för att sköta utvecklingen av vetenskaperna.
År 852 bestämde sig Ibn Firnas för att flyga från ett torn i Córdoba med hjälp av en stor vingliknande mantel som skulle stoppa honom från att falla ner. Han överlevde med mindre skador men fick kroniska ryggsmärtor. Detta betraktas som den första fallskärmen.
Ibn Firnas ägnade sig åt många olika verksamheter. Han studerade kemi, fysik och astronomi. Han skapade astronomiska tabeller, skrev poesi och formgav en vattenklocka som kallades al-Maqata, uppfann metoder för att tillverka glas av sand och utvecklade en kedja av ringar som kunde användas för att visa upp planeternas och stjärnornas rörelser. Han utvecklade även en process för att slipa bergkristall som fram till dess bara egyptierna hade kunskap om hur man gjorde.
År 875, när Ibn Firnas var 65 år, byggde han en hängglidare med vilken han kastade sig ut från ett berg. Flygningen var i hög grad lyckad och observerades av en skara inbjudna åskådare. Landningen misslyckades dock och Ibn Firnas fick ryggskador som följd. Kritikerna menade att han inte hade gjort ordentliga beräkningar på hur fåglar minskar sin fart. Han dog tolv år senare.

## Eftermäle
”Ibn Firnas var den förste mannen i historien att göra ett vetenskapligt försök att flyga.”
- Philip Hitti, History of the Arabs
Flygplatsen Ibn Firnas i norra Bagdad liksom kratern Ibn Firnas på månen är namngivna efter honom.
På 1200-talet studerade Roger Bacon de texter som Ibn Firnas lämnat efter sig. Leonardo da Vinci fick inspiration från dessa texter 300 år senare. Ibn Firnas och andra araber har ingående beskrivits av Alexander von Humboldt och han ansåg att "de var räddarna av västerlandets utbildning och kultur".

### Webbkällor
Den här artikeln är helt eller delvis baserad på material från en annan språkversion av Wikipedia.